# Valentin Furdui
Valentin Furdui (n. 1 septembrie 1987) este un fotbalist din Republica Moldova care evoluează la clubul FK Palanga pe postul de mijlocaș.

## Cariera
După ce a devenit campion cu Sheriff Tiraspol, Furdui și-a încheiat contractul de comun acord cu echipa, la 18 iunie 2014, transferându-se la gruparea kazahă FC Kaisar, unde a evoluat până la sfârșitul anului. Din iarna anului 2015 el evoluează la Zimbru Chișinău.

## Viața personală
Valentin Furdui este căsătorit din anul 2011.